# Loughshinny
Loughshinny ( /lɒxˈʃɪni/; en irlandés: Loch Sionnaigh «lago del zorro») es una pequeña localidad costera del norte del condado de Dublín (Irlanda), entre Skerries y Rush. Se sitúa en el townland homónimo, que forma parte de la parroquia civil de Lusk.

## Puntos de interés

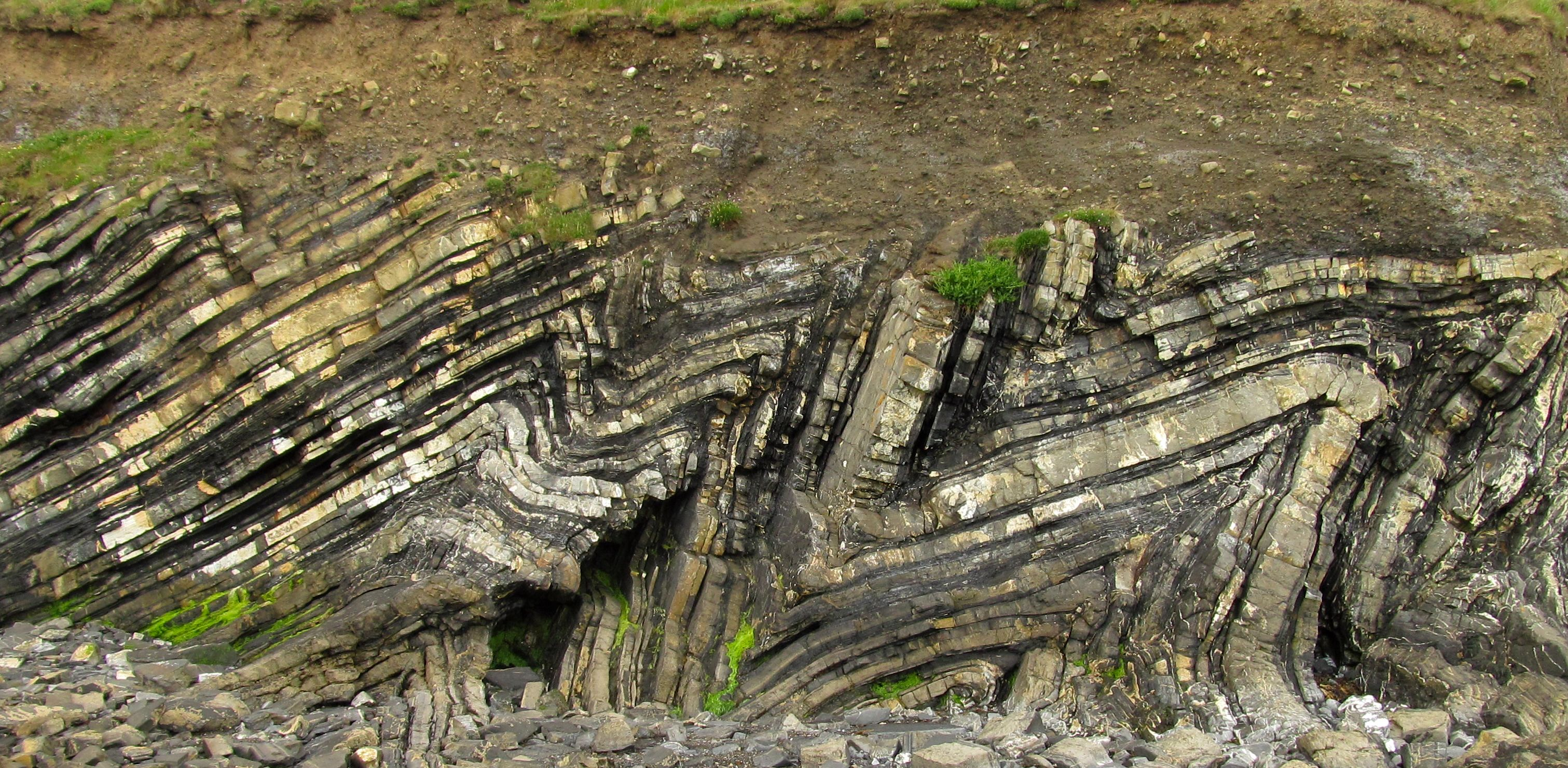
Rocas sedimentarias plegadas del Carbonífero cerca de Loughshinny

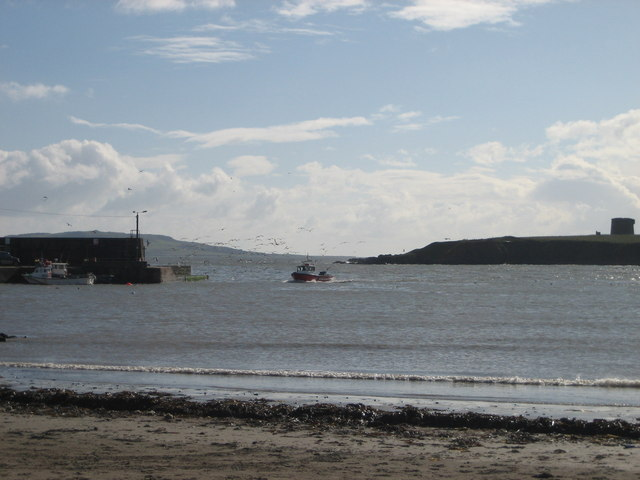
Puerto de Loughshinny

Sus principales puntos de interés son la torre Martello, situada en el cercano promontorio de Drumanagh, y diversas formaciones rocosas singulares, que pueden apreciarse a lo largo de los itinerarios costeros que recorren la zona. 
El promontorio de Drumanagh alberga un gran fuerte de la Edad de Hierro en el que se han encontrado diversos artefactos romanos. Según algunos arqueólogos, este servía de cabeza de puente para las campañas militares romanas, mientras que otros plantean que se trataba de una colonia comercial romana o bien de un asentamiento autóctono irlandés que comerciaba con la Britania romana.